# Crupina crupinastrum
Crupina crupinastrum, der Echte Schlupfsame, ist eine Pflanzenart aus der Gattung der Schlupfsamen (Crupina) und damit der Familie der Korbblütler (Asteraceae).

## Merkmale

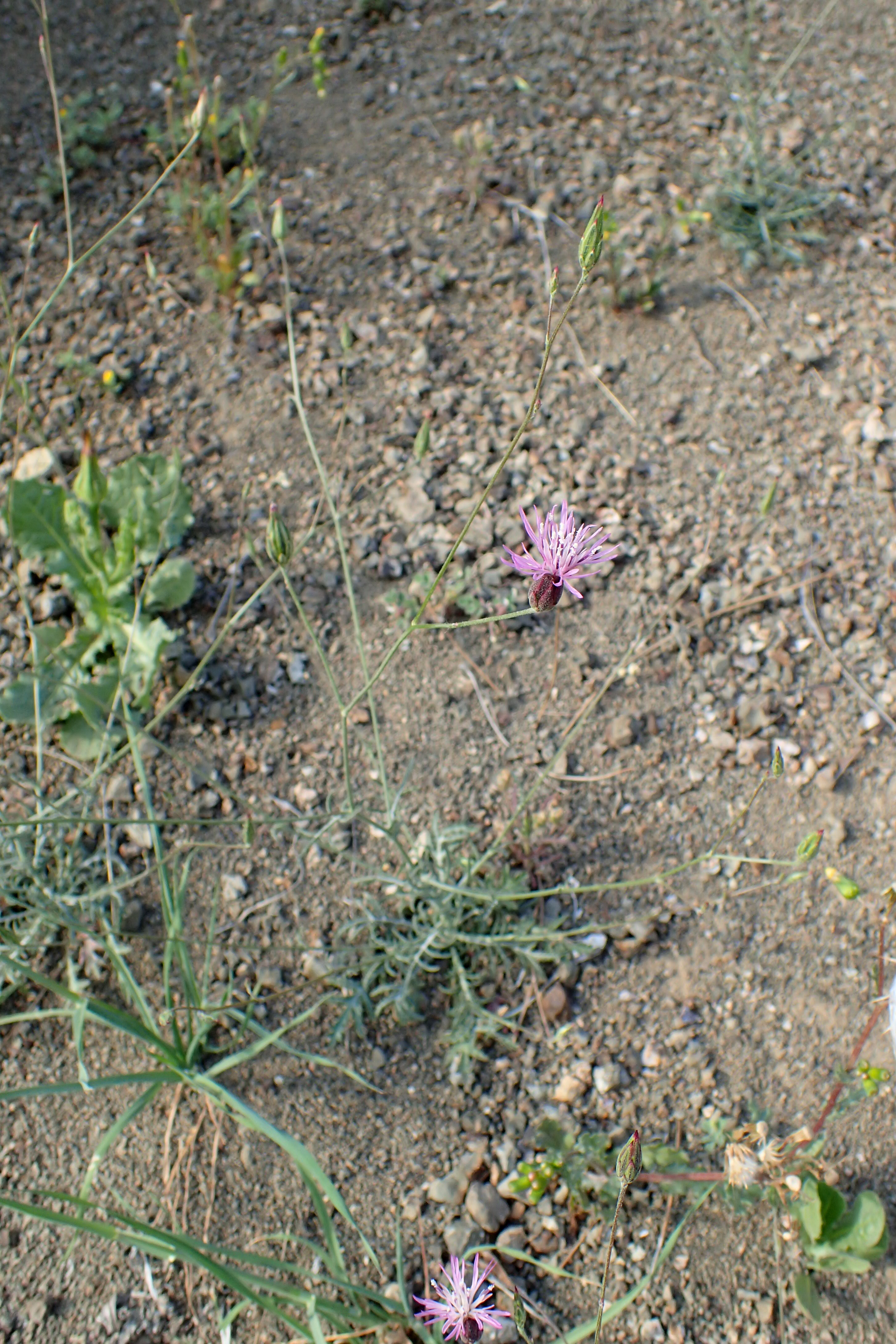
Habitus

Crupina crupinastrum ist ein einjähriger Schaft-Therophyt, der Wuchshöhen von 20 bis 80 Zentimeter erreicht. Der Stängel ist nur im untersten Drittel bzw. der untersten Hälfte beblättert. Die Grundblätter sind oft breit fiederspaltig und auf der Oberseite wollig behaart. Die Stängelblätter sind gelappt, die Lappen sind 1,5–3 Millimeter breit und gezähnt bis fiederspaltig.
Die Köpfchen sind 9- bis 15-blütig und in einer Schirmtraube angeordnet. Die Hülle misst 15 bis 20 × 5 bis 10 Millimeter. Die Blüten sind rot oder purpurn. Die Pappushaare sind goldbraun.
Die Blütezeit reicht von März bis Juli.
Die Chromosomenzahl beträgt 2n = 28.

## Vorkommen
Crupina crupinastrum kommt im gesamten Mittelmeerraum bis Vorderasien vor. Die Art wächst in felsiger Phrygana, offenen Nadelwäldern und trockenen Ruderalstellen in Höhenlagen von 0 bis 1150 Meter.